# Toshiba T 1200
Toshiba T 1200 (T 1200) је био професионални рачунар фирме Toshiba који је почео да се производи у Јапану од 1987. године.
Користио је Intel 80C86 као микропроцесор. RAM меморија рачунара је имала капацитет од 1 MB (2 MB највише). 
Као оперативни систем кориштен је MS-DOS 3.3 или PC-GEOS.

## Детаљни подаци
Детаљнији подаци о рачунару T 1200 су дати у табели испод.
|                       | |
| [ 1 ]                 | |
| Произвођач            | |
| Тип                   | професионални рачунар                                                                                                   |
| Меморија              | 1 (2 највише) |
| Поријекло             | Јапан |
| Година                | 1987 |
| Тастатура             | пуни помак, 82 тастера                                                                                                  |
| Процесор              | |
| Фреквенција процесора | 4,77 / 9,57 |
| RAM                   | 1 (2 највише) |
| ROM                   | 64 (мемтест и BIOS) |
| Текст                 | 40 или 80 стубова x 25 линија                                                                                           |
| Графика               | 640 или 320 x 200 тачака                                                                                                |
| Боја                  | једна боја, показивач са текућим кристалом 16 нијанси сиве / CGA компатибилан са спољним показивачем                    |
| Звук                  | звучник |
| Димензије             | 12,1 (ширина) x 12 (дужина) x 2,9 (висина) инча / 11,5 фунти (са тврдим диском) или 10.6 фунти (са 2 дискетне јединице) |
| Портови               | |
| Оперативни систем     | |